# Playa del Sarchal
La playa del Sarchal está situada en el municipio de Ceuta, en la ciudad autónoma de Ceuta, España.
Es una playa con un impresionante acantilado y unas vistas espectaculares a la bahía sur de Ceuta y a Marruecos.